# Santa Inês (Paraíba)
Santa Inês é município brasileiro do estado da Paraíba, localizado na Região Metropolitana do Vale do Piancó, Sertão Paraibano. De acordo com o IBGE (Instituto Brasileiro de Geografia e Estatística), no ano de 2009 sua população era estimada em 3 834 habitantes. Área territorial de 324 km².

## Geografia
O município está incluído na área geográfica de abrangência do semiárido brasileiro, definida pelo Ministério da Integração Nacional em 2005.  Esta delimitação tem como critérios o índice pluviométrico, o índice de aridez e o risco de seca.
| Dados climatológicos para Santa Inês  | Dados climatológicos para Santa Inês | Dados climatológicos para Santa Inês | Dados climatológicos para Santa Inês | Dados climatológicos para Santa Inês | Dados climatológicos para Santa Inês | Dados climatológicos para Santa Inês | Dados climatológicos para Santa Inês | Dados climatológicos para Santa Inês | Dados climatológicos para Santa Inês | Dados climatológicos para Santa Inês | Dados climatológicos para Santa Inês | Dados climatológicos para Santa Inês | Dados climatológicos para Santa Inês |
| Mês                                   | Jan                                  | Fev                                  | Mar                                  | Abr                                  | Mai                                  | Jun                                  | Jul                                  | Ago                                  | Set                                  | Out                                  | Nov                                  | Dez                                  | Ano                                  |
| ------------------------------------- | ------------------------------------ | ------------------------------------ | ------------------------------------ | ------------------------------------ | ------------------------------------ | ------------------------------------ | ------------------------------------ | ------------------------------------ | ------------------------------------ | ------------------------------------ | ------------------------------------ | ------------------------------------ | ------------------------------------ |
| Precipitação (mm)                     | 95,3                                 | 146,3                                | 204,5                                | 144,1                                | 57,4                                 | 26,5                                 | 12,4                                 | 7,2                                  | 8,7                                  | 12,3                                 | 25,5                                 | 49,8                                 | 790,1                                |
| Fonte: Atlas Pluviométrico da Paraíba |                                      |                                      |                                      |                                      |                                      |                                      |                                      |                                      |                                      |                                      |                                      |                                      |                                      |